# Костањевец
Костањевец (словен. Kostanjevec) је насељено место у општини Словенска Бистрица, Подравска регија, Словенија.

## Историја
До територијалне реорганизације у Словенији био је у саставу старе општине Словенска Бистрица.

## Становништво
У попису становништва из 2011. године, Костањевец је имао 326 становника.
| Број становника према пописима | Број становника према пописима | Број становника према пописима |
| ------------------------------ | ------------------------------ | ------------------------------ |
| 1991                           | 2002                           | 2011                           |
| 276                            | 286                            | 326                            |

Напомена: Године 2017. извршена је мања размена територије између насеља Костањевец и Висоле.